# Rastoka, Črna gora
Rastoka (izvirno črnogorsko Растока) je naselje v Črni gori, ki upravno spada pod občino Bijelo Polje.

## Demografija
| 1948 | 1953 | 1961 | 1971 | 1981 | 1991 | 2003 |
| 201  | 191  | 189  | 211  | 174  | 211  | 169  |